# برت هانسرا
آلبرت هانسرا (هلندی: Albert Haanstra؛ تلفظ هلندی: [ˈɑlbərt bɛrt ˈɦa:nstra:]؛ ۳۱ مهٔ ۱۹۱۶ – ۲۳ اکتبر ۱۹۹۷) کارگردان فیلم، فیلم‌بردار، تهیه‌کننده فیلم، عکاس، فیلم‌نامه‌نویس، تدوین‌گر و بازیگر اهل پادشاهی هلند بود.
از فیلم‌ها یا مجموعه‌های تلویزیونی که وی در آن‌ها نقش داشته‌است می‌توان به گربه‌ماهی و ترافیک اشاره نمود.
وی همچنین برندهٔ جوایزی همچون جایزه اسکار بهترین فیلم مستند کوتاه شده‌است.